# Atolla parva
Atolla parva är en manetart som beskrevs av Russell 1958. Atolla parva ingår i släktet Atolla och familjen Atollidae. Inga underarter finns listade i Catalogue of Life.